# Gilmour Boa
Gilmour Stuart „Gil“ Boa (* 8. August 1924 in Montreal; † 7. September 1973 in St. Catharines) war ein kanadischer Sportschütze.

## Erfolge
Gilmour Boa nahm an fünf Olympischen Spielen teil. 1952 belegte er in Helsinki in den Dreistellungskampf-Disziplinen mit dem Freien Gewehr den 19. und mit dem Kleinkalibergewehr den 21. Platz. Erfolgreicher verlief der liegende Anschlag mit dem Kleinkaliber: er erzielte mit 399 Punkten das drittbeste Schießresultat, wurde aber aufgrund seiner schwächeren letzten Schussserie hinter dem punktgleichen Arthur Jackson gewertet, sodass er als Vierter knapp einen Medaillengewinn verpasste. Bei den Olympischen Spielen 1956 in Melbourne beendete er den Wettbewerb mit dem Kleinkalibergewehr im Dreistellungskampf auf dem sechsten Rang, während ihm im liegenden Anschlag ein Medaillengewinn gelang. Mit 598 Punkten erreichte er hinter Gerald Ouellette und Wassili Borissow den dritten Platz und gewann damit die Bronzemedaille. Vier Jahre darauf kam er in Rom nicht über den 52. Platz im Dreistellungskampf hinaus und belegte im liegenden Anschlag Rang zwölf. In Tokio schloss er 1964 den Dreistellungskampf als 38. abermals weit hinter den Medaillenrängen ab. Im liegenden Anschlag fehlte ihm bei 595 Punkten lediglich ein Punkt zum dritten Rang, womit er den Wettbewerb auf dem vierten Rang hinter Tommy Pool beendete. Während der Eröffnungsfeier fungierte er als Fahnenträger der kanadischen Delegation. Bei seiner letzten Olympiateilnahme 1972 in München trat Boa nur im liegenden Anschlag an. Mit Rang 50 blieb er hinter seinen vergangenen Resultaten weit zurück.
1954 gelang Boa sein größter Erfolg, als er in Caracas im liegenden Anschlag mit dem Kleinkalibergewehr über 50 und 100 m im Einzel Weltmeister wurde. In derselben Disziplin sicherte er sich 1966 bei den British Empire and Commonwealth Games in Kingston die Goldmedaille. Bei Panamerikanischen Spielen gewann er 1971 in Cali, ebenfalls im liegenden Anschlag mit dem Kleinkalibergewehr, im Einzel die Silber- sowie mit der Mannschaft die Bronzemedaille.
Sein Vater James Boa war ebenfalls ein erfolgreicher Sportschütze, er wurde 1923 mit dem Freien Gewehr Einzelweltmeister.
1955 wurde Gilmour Boa Mitglied der Canadian Olympic Hall of Fame, drei Jahre darauf wurde er in die Hall of Fame des kanadischen Sports aufgenommen. Er starb 1973 an einer Hirnblutung.